# Lista odcinków serialu Dolina Krzemowa
Poniżej znajduje się lista odcinków serialu telewizyjnego Dolina Krzemowa – emitowanego przez amerykańską stację kablową HBO od 6 kwietnia 2014 roku do 8 grudnia 2019 roku. Powstało 6 serii, które łącznie składają się z 53 odcinków. W Polsce serial był emitowany od 28 kwietnia 2014 roku do 9 grudnia 2019 roku przez HBO Polska.
| Sezon | Sezon | Odcinki | Oryginalna emisja    | Oryginalna emisja | Oryginalna emisja    | Oryginalna emisja | Oryginalna emisja |
| Sezon | Sezon | Odcinki | Premiera sezonu      | Finał sezonu      | Premiera sezonu      | Finał sezonu      |                   |
| ----- | ----- | ------- | -------------------- | ----------------- | -------------------- | ----------------- | ----------------- |
|       | I     | 8       | 6 kwietnia 2014      | 1 czerwca 2014    | 28 kwietnia 2014     | 16 czerwca 2014   |                   |
|       | II    | 10      | 12 kwietnia 2015     | 14 czerwca 2015   | 13 kwietnia 2015     | 15 czerwca 2015   |                   |
|       | III   | 10      | 24 kwietnia 2016     | 26 czerwca 2016   | 25 kwietnia 2016     | 27 czerwca 2016   |                   |
|       | IV    | 10      | 23 kwietnia 2017     | 25 czerwca 2017   | 23 kwietnia 2017     | 25 czerwca 2017   |                   |
|       | V     | 8       | 25 marca 2018        | 13 maja 2018      | 26 marca 2018        | 14 maja 2018      |                   |
|       | VI    | 7       | 27 października 2019 | 8 grudnia 2019    | 28 października 2019 | 9 grudnia 2019    |                   |

## Sezon I (2014)
| Nr | # | Tytuł                         | Reżyseria    | Scenariusz                                 | Premiera HBO     | Premiera HBO Polska. |
| -- | - | ----------------------------- | ------------ | ------------------------------------------ | ---------------- | -------------------- |
| 1  | 1 | Minimum Viable Product        | Mike Judge   | John Altschuler, Dave Krinskey, Mike Judge | 6 kwietnia 2014  | 28 kwietnia 2014     |
| 2  | 2 | The Cap Table                 | Mike Judge   | Carson Mell                                | 13 kwietnia 2014 | 5 maja 2014          |
| 3  | 3 | Articles of Incorporation     | Tricia Brock | Matteo Borghese & Rob Turbovsky            | 20 kwietnia 2014 | 12 maja 2014         |
| 4  | 4 | Fiduciary Duties              | Maggie Carey | Rob Weiner                                 | 27 kwietnia 2014 | 19 maja 2014         |
| 5  | 5 | Signaling Risk                | Alec Berg    | Jessica Gao                                | 4 maja 2014      | 26 maja 2014         |
| 6  | 6 | Third Party Insourcing        | Alec Berg    | Dan O’Keefe                                | 11 maja 2014     | 2 czerwca 2014       |
| 7  | 7 | Proof of Concept              | Mike Judge   | Clay Tarver                                | 18 maja 2014     | 9 czerwca 2014       |
| 8  | 8 | Optimal Tip-to-Tip Efficiency | Mike Judge   | Alec Berg                                  | 1 czerwca 2014   | 16 czerwca 2014      |

## Sezon II (2015)
22 kwietnia 2014 roku stacja HBO zamówiła oficjalnie drugi sezon serialu.
| Nr | #  | Tytuł                  | Reżyseria  | Scenariusz    | Premiera HBO     | Premiera HBO Polska |
| -- | -- | ---------------------- | ---------- | ------------- | ---------------- | ------------------- |
| 9  | 1  | Sand Hill Shuffle      | Mike Judge | Clay Tarver   | 12 kwietnia 2015 | 13 kwietnia 2015    |
| 10 | 2  | Runaway Devaluation    | Mike Judge | Ron Weiner    | 19 kwietnia 2015 | 20 kwietnia 2015    |
| 11 | 3  | Bad Money              | Alec Berg  | Alec Berg     | 26 kwietnia 2015 | 27 kwietnia 2015    |
| 12 | 4  | The Lady               | Alec Berg  | Carson Mell   | 3 maja 2015      | 4 maja 2015         |
| 13 | 5  | Server Space           | Mike Judge | Sony Lee      | 10 maja 2015     | 11 maja 2015        |
| 14 | 6  | Homicide               | Mike Judge | Carrie Kemper | 17 maja 2015     | 18 maja 2015        |
| 15 | 7  | Adult Content          | Alec Berg  | Amy Aniobi    | 24 maja 2015     | 25 maja 2015        |
| 16 | 8  | White Hat/Black Hat    | Alec Berg  | Daniel Lyons  | 31 maja 2015     | 1 czerwca 2015      |
| 17 | 9  | Binding Arbitration    | Mike Judge | Dan O'Keefe   | 7 czerwca 2015   | 8 czerwca 2015      |
| 18 | 10 | Two Days of the Condor | Alec Berg  | Alec Berg     | 14 czerwca 2015  | 15 czerwca 2015     |

## Sezon III (2016)
14 kwietnia 2015 roku stacja HBO zamówiła oficjalnie trzeci sezon serialu.
| Nr | #  | Tytuł                          | Reżyseria        | Scenariusz      | Premiera HBO     | Premiera HBO Polska |
| -- | -- | ------------------------------ | ---------------- | --------------- | ---------------- | ------------------- |
| 19 | 1  | Founder Friendly               | Mike Judge       | Dan O'Keefe     | 24 kwietnia 2016 | 25 kwietnia 2016    |
| 20 | 2  | Two in the Box                 | Mike Judge       | Ron Weiner      | 1 maja 2016      | 2 maja 2016         |
| 21 | 3  | Meinertzhagen's Haversack      | Charlie McDowell | Adam Countee    | 8 maja 2016      | 9 maja 2016         |
| 22 | 4  | Maleant Data Systems Solutions | Charlie McDowell | Donick Cary     | 15 maja 2016     | 16 maja 2016        |
| 23 | 5  | The Empty Chair                | Eric Appel       | Megan Amram     | 22 maja 2016     | 23 maja 2016        |
| 24 | 6  | Bachmanity Insanity            | Eric Appel       | Carson Mell     | 29 maja 2016     | 30 maja 2016        |
| 25 | 7  | To Build a Better Beta         | Jamie Babbit     | John Levenstein | 5 czerwca 2016   | 6 czerwca 2016      |
| 26 | 8  | Bachman's Earning's Over-Ride  | Jamie Babbit     | Carrie Kemper   | 12 czerwca 2016  | 13 czerwca 2016     |
| 27 | 9  | Daily Active Users             | Alec Berg        | Clay Tarver     | 19 czerwca 2016  | 20 czerwca 2016     |
| 28 | 10 | The Uptick                     | Alec Berg        | Alec Berg       | 26 czerwca 2016  | 27 czerwca 2016     |

## Sezon IV (2017)
21 kwietnia 2016 roku stacja HBO zamówiła oficjalnie czwarty sezon serialu.
| Nr | #  | Tytuł                 | Reżyseria    | Scenariusz                  | Premiera HBO     | Premiera HBO Polska |
| -- | -- | --------------------- | ------------ | --------------------------- | ---------------- | ------------------- |
| 29 | 1  | Success Failure       | Mike Judge   | Alec Berg                   | 23 kwietnia 2017 | 23 kwietnia 2017    |
| 30 | 2  | Terms of Service      | Mike Judge   | Clay Tarver                 | 30 kwietnia 2017 | 30 kwietnia 2017    |
| 31 | 3  | Intellectual Property | Jamie Babbit | Carrie Kemper               | 7 maja 2017      | 7 maja 2017         |
| 32 | 4  | Teambuilding Exercise | Jamie Babbit | Megan Pleticha              | 14 maja 2017     | 14 maja 2017        |
| 33 | 5  | The Blood Boy         | Tim Roche    | Adam Countee                | 21 maja 2017     | 21 maja 2017        |
| 34 | 6  | Customer Service      | Clay Tarver  | Graham Wagner, Shawn Boxe   | 28 maja 2017     | 28 maja 2017        |
| 35 | 7  | The Patent Troll      | Jamie Babbit | Andrew Law                  | 4 czerwca 2017   | 4 czerwca 2017      |
| 36 | 8  | The Keenan Vortex     | Jamie Babbit | Graham Wagner, Rachele Lynn | 11 czerwca 2017  | 11 czerwca 2017     |
| 37 | 9  | Hooli-Con             | Mike Judge   | Chris Provenzano            | 18 czerwca 2017  | 18 czerwca 2017     |
| 38 | 10 | Server Error          | Mike Judge   | Dan O'Keefe                 | 25 czerwca 2017  | 25 czerwca 2017     |

## Sezon V (2018)
26 maja 2017 roku stacja HBO zamówiła oficjalnie piąty sezon serialu.
| Nr | # | Tytuł                             | Reżyseria           | Scenariusz    | Premiera HBO     | Premiera HBO Polska |
| -- | - | --------------------------------- | ------------------- | ------------- | ---------------- | ------------------- |
| 39 | 1 | Grow Fast or Die Slow             | Mike Judge          | Ron Weiner    | 25 marca 2018    | 26 marca 2018       |
| 40 | 2 | Reorientation                     | Mike Judge          | Carson Mell   | 1 kwietnia 2018  | 2 kwietnia 2018     |
| 41 | 3 | Chief Operating Officer           | Jamie Babbit        | Carrie Kemper | 8 kwietnia 2018  | 9 kwietnia 2018     |
| 42 | 4 | Tech Evangelist                   | Jamie Babbit        | Josh Lieb     | 15 kwietnia 2018 | 16 kwietnia 2018    |
| 43 | 5 | Facial Recognition                | Gillian Robespierre | Graham Wagner | 22 kwietnia 2018 | 23 kwietnia 2018    |
| 44 | 6 | Artificial Emotional Intelligence | Matt Ross           | Anthony King  | 29 kwietnia 2018 | 30 kwietnia 2018    |
| 45 | 7 | Initial Coin Offering             | Mike Judge          | Clay Tarver   | 6 maja 2018      | 7 maja 2018         |
| 46 | 8 | Fifty-One Percent                 | Alec Berg           | Alec Berg     | 13 maja 2018     | 14 maja 2018        |

## Sezon VI (2019)
| Nr | # | Tytuł                           | Reżyseria    | Scenariusz    | Premiera HBO         | Premiera HBO Polska  |
| -- | - | ------------------------------- | ------------ | ------------- | -------------------- | -------------------- |
| 47 | 1 | Artificial Lack of Intelligence | Mike Judge   | Ron Weiner    | 27 października 2019 | 28 października 2019 |
| 48 | 2 | Blood Money                     | Mike Judge   | Carson Mell   | 3 listopada 2019     | 4 listopada 2019     |
| 49 | 3 | Hooli Smokes!                   | Liza Johnson | Sarah Walker  | 10 listopada 2019    | 11 listopada 2019    |
| 50 | 4 | Maximizing Alphaness            | Liza Johnson | Daisy Gardner | 17 listopada 2019    | 18 listopada 2019    |
| 51 | 5 | Tethics                         | Pete Chatmon | Lew Morton    | 24 listopada 2019    | 25 listopada 2019    |
| 52 | 6 | RussFest                        | Matt Ross    | Carrie Kemper | 1 grudnia 2019       | 2 grudnia 2019       |
| 53 | 7 | Exit Event                      | Alec Berg    | Alec Berg     | 8 grudnia 2019       | 9 grudnia 2019       |